# Krokträsket (Byske socken, Västerbotten)
Krokträsket är en sjö i Skellefteå kommun i Västerbotten och ingår i Byskeälvens huvudavrinningsområde.